# Natasha Lako
Natasha Lako (* 13. Mai 1948 in Korça) ist eine albanische Dichterin, Schriftstellerin und Drehbuchautorin. Sie zählt zur ersten Generation weiblicher Schriftsteller Albaniens. Im März 1991 wurde sie als eine von wenigen Frauen als Mitglied der Demokratischen Partei Albaniens (PD) in das albanische Parlament gewählt.

## Leben und Werk
Lako wurde am 13. Mai 1948 in der Stadt Korça im Südosten des Landes geboren. Sie studierte Politikwissenschaft an der Universität Tirana und spezialisierte sich auf Journalismus. In den Jahren des kommunistischen Regimes in Albanien zählte sie mit Diana Çuli und Helena Kadare zu den wenigen aktiven Schriftstellerinnen. Sie veröffentlichte schon in jungen Jahren Gedichte und Kurzgeschichten. Mit ihrem ersten Gedichtband Marsi brenda nesh wurde sie Anfang der 1970er-Jahre bekannt. Ihre Werke erschienen in mehreren albanischen und internationalen Anthologien. Zudem arbeitete Lako auch als Drehbuchautorin und war im Filmstudio „Shqipëria e Re“ in Tirana tätig.
Nach dem Ende des kommunistischen Einparteiensystems trat Lako in die Ende 1990 neu gegründete Demokratische Partei Albaniens ein und bewarb sich bei den ersten pluralistischen Wahlen im März 1991 für die Partia Demokratike um einen Sitz im Parlament. Da ihre Partei 75 Sitze errang und sie auf dem Listenplatz 50 gestanden hatte, zog sie in der XII. Legislaturperiode als eine von neun Frauen in das insgesamt 250 Sitze umfassende albanische Parlament (Kuvendi i Shqipërisë) ein. Ihr Mandat als Abgeordnete gab sie während der folgenden XIII. Legislaturperiode ab; ihre Nachfolgerin wurde Lindita Prifti.
Im Jahr 1997 wurde Lako zur ersten Direktorin des zentralen staatlichen albanischen Filmarchivs (albanisch Arkivi qëndror shtetëror i filmit) ernannt. Sie war dort bis 2005 tätig.
Lako, die auch mehrere Jahre in Schweden gelebt hat, war fasziniert von Sprache und Werk des schwedischen Lyrikers Tomas Tranströmer, den sie bei einem sehr kurzen Treffen persönlich kennengelernt hatte. In den Jahren 2002 und 2011 veröffentlichte sie mit den beiden Gedichtbänden Perandoria e barit und Qiell i lënë përgjysmë erstmals Übersetzungen seiner Lyrik ins Albanische.

## Persönliches
Natasha Lako ist mit dem albanischen Schauspieler und Filmregisseur Mevlan Shanaj verheiratet. Das Ehepaar hat zwei Kinder, eine Tochter und einen Sohn.

## Werke (Auswahl)
Lyrik
- 1972: Marsi brenda nesh (März in uns)
- 1979: E para fjalë e botës (Das erste Wort der Welt)
- 1984: Këmisha e pranverës (Das Hemd des Frühlings)
- 1986: Yllësia e fjalëve
- 1990: Natyrë e qetë (Stille Natur)
- 1995: Thesi me pëllumba (Die Tasche voller Tauben)
- 1998: Këmbë dhe duar (Füße und Hände)
- 2002: Perandoria e barit (Autor: Tomas Transtömer, Übersetzung aus dem Schwedischen)
- 2005: Lëkura e ujit: poezi të zgjedhura (Wasserhaut: ausgewählte Gedichte)
- 2011: Qiell i lënë përgjysmë (Der halbfertige Himmel; Autor: Tomas Tranströmer, Übersetzung aus dem Schwedischen)
- 2016: Kundërpërfytyrimi

Prosa
- 1977: Stinët e jetës (Die Jahreszeiten des Lebens)

Drehbücher
- 1979: Mësonjëtorja
- 1979: Partizani i vogël Velo (Der kleine Partisan Velo)
- 1980: Plumba perandorit
- 1982: Rruga e lirisë (Weg der Freiheit)
- 1983: Një emër mes njerëzve
- 1984: I paharruari (Der Unvergessene)
- 1986: Fjalë pa fund (Wort ohne Ende)
- 1987: Një vit i gjatë (Ein langes Jahr)
- 1989: Muri i gjallë (Die lebende Mauer)
- 1990: Fletë të bardha (Weiße Blätter)
- 2003: Lule të kuqe, lule të zeza (Rote Blumen, schwarze Blumen)

andere Veröffentlichungen
- 2004: Energija filmike: ese (Filmische Energie: Essay)